# Права ЛГБТ+ особа у Индији
Лезбејска, хомосексуална, бисексуална и трансродна (ЛГБТ) права у Индији еволуирала су последњих година. Међутим, индијски ЛГБТ грађани суочавају се са одређеним социјалним и правним потешкоћама које не доживљавају хетеросексуалне особе. Истополне сексуалне активности декриминализоване су 2018. године. Земља је укинула своје законе из колонијалне ере који су директно дискриминисали хомосексуалне и трансродне идентитете, а такође је експлицитно протумачила члан 15. Устава да забрањује дискриминацију на основу сексуалне оријентације и родног идентитета. Али многе законске заштите нису предвиђене, укључујући истополне бракове.
Трансродним особама у Индији дозвољен је хируршки третман транссексуализма према закону усвојеном 2019. године и имају уставно право да се региструју под трећим полом. Поред тога, неке државе штите хиџре, традиционалну популацију трећег пола у Јужној Азији путем програма стамбеног збрињавања, и нуде социјалне бенефиције, пензијске програме, бесплатне операције у владиним болницама, као и друге програме осмишљене да им помогну. У Индији има приближно 480,000 трансродних људи.
Године 2018. Врховни суд Индије декриминализовао је консензуални хомосексуални однос читајући одељак 377 индијског Казненог закона и искључујући хомосексуални секс између одраслих из своје амбиције. Хомосексуалност никада није била незаконита или кривично дело у древним индијским и традиционалним законима, али су је британски индијци криминализовали током њихове владавине у Индији.
Упркос недавним политичким покретима у корист ЛГБТ права, међу индијским становништвом и даље постоји значајна количина хомофобије, при чему се око половине Индијанаца противи истополним везама према анкети јавног мњења из 2019. Током 2010-их, ЛГБТ особе у Индији све су више стекле толеранцију и прихватање, посебно у великим градовима. Без обзира на то, већина ЛГБТ особа у Индији остаје затворена, плашећи се дискриминације својих породица које би хомосексуалност могле сматрати срамотном и неморалном.